# جوناس جوناس
جوناس جونياس (بالإنجليزية: Jonas Junias) (مواليد 24 نوفمبر 1993) هو ملاكم ناميبي، مثّل بلاده في الألعاب الأولمبية الصيفية 2016.

## روابط خارجية
جوناس جوناس على موقع بوكس ريك (الإنجليزية) (registration required)
- جوناس جوناس على موقع اللجنة الأولمبية الدولية (الإنجليزية)
- جوناس جوناس على موقع أوليمبيديا (الإنجليزية)
- جوناس جوناس على موقع اتحاد ألعاب الكومنولث (مؤرشف) (الإنجليزية)
- جوناس جوناس على موقع دورة ألعاب الكومنولث 2014 (مؤرشف) (الإنجليزية)